# Sergueï Sergueïevitch Kouchnikov
Sergueï Sergueïevitch Kouchnikov (en russe : Сергей Сергеевич Кушников ; né en 1765 ou 1767 et décédé en 1839 à Saint-Pétersbourg) est un homme politique russe. Il fut gouverneur civil de Saint-Pétersbourg du 19 juillet 1802 au 28 octobre 1804, sénateur (1807), membre du Conseil d'État (1828). Il fut aussi neveu de l'historien et écrivain russe Nikolaï Karamzine (1766-1826).

## Biographie
En 1787, Sergueï Sergueïevitch Kouchnikov sortit diplômé du Collège des Cadets de la petite noblesse de Russie de Saint-Pétersbourg. 

### Carrière militaire
Ses études achevées il entra dans l'armée et prit part à la guerre russo-turque de 1787-1792, puis en 1799, aux campagnes militaires d'Italie et de Suisse sous le  commandement du comte Alexandre Souvorov.

### Carrière politique
En 1800, Sergueï Sergueïevitch Kouchnikov quitta l'armée pour se mettre au service de l'État. En 1802, Alexandre Ier de Russie le nomma au poste de gouverneur civil de Saint-Pétersbourg, fonction qu'il occupa jusqu'en 1804. En 1807, sénateur. En 1823  le tsar nomma Sergueï Sergueïevitch Kouchnikov curateur honoraire. Il fut admis au Conseil d'État en 1828. Il fit son entrée au Conseil d'administration de la capitale impériale de Russie en 1829. En 1832, il fut Président de la Commission des Pétitions. En 1833, il fut admis membre de la Commission des Finances.

## Décès et inhumation
Sergueï Sergueïevitch Kouchnikov décéda en 1839, il fut inhumé au cimetière Tikhvinskoe du monastère Alexandre Nevsky à Saint-Pétersbourg (aujourd'hui le cimetière des Travailleurs des arts), sur sa tombe fut érigé un monument de marbre avec une épitaphe rédigée par le duc Piotr Andreïevitch Vyazemski.